# NGC 6236
NGC 6236 ist eine 11,9 mag helle Balkenspiralgalaxie vom Hubble-Typ SBc im Sternbild Drache und etwa 66 Millionen Lichtjahre von der Milchstraße entfernt.
Sie wurde am 28. Juni 1884 von Lewis A. Swift entdeckt.